# Nguékhokh
Nguékhokh (ou Nguekokh) est une ville de l'ouest du Sénégal, proche de la Petite-Côte, au sud de Dakar.

## Histoire
D'abord communauté rurale, Nguékhokh a accédé au rang de commune à part entière lors de la décentralisation en 1996.
Son nom sérère Nguekokh fait allusion à un grenier où la population autochtone gardait ses vivres.
Elle fut un arrondissement pilote où beaucoup de politiques publiques ont été expérimentées avec succès.

## Administration
Nguékhokh a été érigée en commune en 1996. Elle est rattachée au département de M'bour, une subdivision de la région de Thiès. Le premier Maire fut Abou Ndiaye. Elle est aujourd’hui sous le magistère du député maire Pape Songho Diouf depuis 2014.

## Géographie
La ville se trouve sur la route nationale N1 entre M'bour et Rufisque, à 10 minutes de l'aéroport International Blaise Diagne de Diass AIBD et à 20 min du futur port de Ndayane. Elle constitue un véritable carrefour de la petite côte du département de Mbour. Elle est constituée de quatre quartiers : Ndalor, Diamagueune, Keur Sidy et Escale, avec à la tête de chacun un chef de quartier.
Les communes les plus proches sont Sindia, Mbour Ngaparou et Somone

### Population
Lors du recensement de décembre 2002, la ville comptait 16 911 habitants.
En 2007, la population était estimée à 20 031 personnes.
Au dernier recensement de l'ANSD la population est à 60 000 habitants.
Elle est composée de toutes les ethnies que compte le Sénégal

### Activités économiques
Nguékhokh est proche de plusieurs centres d'intérêt touristiques, par exemple les plages de Saly ou plusieurs aires protégées, telles que la Réserve de Bandia, la Réserve naturelle de Popenguine ou la Réserve naturelle d'intérêt communautaire de la Somone.
L'usine de production d'eau minérale naturelle sous la marque Mana, le commerce, l'artisanat l'agriculture et l'élevage constituent des secteurs importants de l'économie locale.

### Jumelage de 2000 à 2023
La commune de Nguekhokh a été jumelée à trois communes françaises du département de l'Allier : Brugheas, Saint-Yorre et Le Donjon, par l'intermédiaire de leur comité de jumelage Teraanga France et Teraanga Sénégal. Depuis juin 2023, le comité de jumelage est devenu une association de coopération sous la dénomination de Teraanga France-Sénégal, dont les valeurs fondamentales restent les mêmes et dont les membres sont citoyens des deux pays. La commune de Nguekhokh reste le partenaire privilégié de l'association.